# اوزان عثمان باشا أوغلو
ولد الممثل اوزان عثمان باشا اوغلو في مدينة طرابزون عام 1984م. تخرج من جامعة يدي تبى من قسم الكهرباء والإلكترونيات في إسطنبول. وحاليا مستمر بدراسة الماجستير في نفس الجامعة في قسم إدارة الأعمال. بعد ذلك عمل في عدة إعلانات تجارية للتلفزيون التركي. فازفي مسابقة موديل 2006 Apple i-can Music وعمل في إعلاناته التجارية. كما عمل في إعلانات الاتصالات التركية عام 2008 . شارك في عدة مسلسلات مثل: «حرقة الحب» 2008، لكنه الآن غير موجود. «أيها الحب اين أنت؟» 2009، «تركان» 2010-2011، كما عمل فلما اسمه اوزان. كما عمل في مسلسل ما وراء الشمس اوعندما تنتضر الشمس 2013 بشخصية نضال وكان له اعجاب كبير في العالم العربي وهو يعتبر من أهم واحسن الأعمال التي قام بها إلى الآن.دخل عالم السينما بفيلم«الحب المر» 2009. كما شارك في بعض الفيديو كليبات لبعض المطربين الأتراك ثم لديه أغاني على اليوتيوب مثل gunesi beklerken melis aksel وايضا أغنية akselin bilinmeyenleri...melis & aksel من مسلسل ما وراء الشمس مع مليس أو منال الممثلة التركية تانري ياغمورسيفرسين.انضم إلى كاست مسلسل جديد اسمه احبني هكذا.